# Coscaga obscura
Coscaga obscura là một loài bướm đêm trong họ Noctuidae.